# États fédérés de Micronésie aux Jeux olympiques d'été de 2008
Vous lisez un « bon article » labellisé en 2016.
La délégation des États fédérés de Micronésie aux Jeux olympiques d'été de 2008 à Pékin comprend cinq athlètes : un homme et une femme en athlétisme, un homme et une femme en natation, un homme en haltérophilie. Cette composition est identique aux années précédentes. Il s'agit de la troisième apparition de l'État micronésien à des Jeux olympiques d'été depuis ses débuts en 2000 à Sydney en Australie, quatorze ans après son indépendance. L'haltérophile Manuel Minginfel participe pour la troisième fois à des Jeux olympiques d'été. Il est le seul à s'être qualifié par ses performances. Aucun des athlètes concourant en athlétisme ou en natation n'a passé le stade des séries. Le nageur Kerson Hadley a battu le record national du 50 m nage libre avec un temps de 25 s 34. La délégation n'a remporté aucune médaille lors de ces jeux.

## Composition de la délégation
La délégation arrive à Pékin le 4 août et en repart le mardi 26 août. Elle est composée de cinq athlètes, de quatre entraîneurs et de sept autres personnes. Les athlètes sélectionnés sont Maria Ikelap et Jack Howard en athlétisme, Manuel Minginfel en haltérophilie, Debra Daniel et Kerson Hadley en natation. Ils sont accompagnés de Alik Isaac, chef de la délégation, et des entraîneurs Sweeter Daniel pour la natation, Marcellus Akapito — pour Ikelap — et Carl Cruz — pour Howard — pour l'athlétisme, Vanston Waguk pour l'haltérophilie,. Le président des États fédérés de Micronésie Emanuel Mori, le gouverneur de l'État de Yap Sebastian Anefal, le sénateur des États fédérés de Micronésie Tiwitor Aritos, deux autres invités VIP, le président du Comité national olympique des États fédérés de Micronésie Berney Martin, le secrétaire du Département de la santé et des affaires sociales Futalina Skilling, le secrétaire général du Comité national olympique James Tobin, le personnel administratif Lestly Ashby, le docteur de l'équipe Felix Yomai, l'attaché de presse Jay Alfonso sont également du voyage. Deux étudiants de la Xavier High School, Michael Kigimnang (État de Yap) et Roxie Moya (État de Pohnpei) sont aussi intégrés à la délégation et participent à un Camp olympique de la jeunesse du 5 au 17 août. Les campeurs assistent à la cérémonie d'ouverture des jeux, puis effectuent une tournée en Chine lors des 10 jours restants.
La plus jeune athlète de la délégation est la nageuse Debra Daniel, âgée de 17 ans, et le plus vieil athlète, Manuel Minginfel, âgé de 29 ans. Il est le seul à avoir déjà concouru à des Jeux olympiques. Il s'agit de sa troisième participation consécutive.

## Cérémonies
La délégation micronésienne défile lors des cérémonies d'ouverture et de clôture qui se déroulent dans le stade national de Pékin.

### Cérémonie d'ouverture
La cérémonie d'ouverture se déroule le 8 août 2008. Les délégations défilent, après un spectacle musical chorégraphié, dans l'ordre déterminé par le nombre de traits du premier caractère en chinois simplifié et, éventuellement, des suivants. Devant le drapeau de chaque délégation, une femme costumée tient une pancarte sur laquelle le nom de la délégation est écrit en chinois (langue du pays hôte), en français et en anglais (langues officielles des Jeux). La délégation micronésienne, avec à sa tête son porte-drapeau Manuel Minginfel, qui tient ce rôle pour la troisième fois en trois participations, entre en 167e position. Ses membres sont vêtus d'une chemise bleue à fleurs blanches, d'un pantalon noir, et portent un collier de fleurs blanches,.

### Cérémonie de clôture
La cérémonie de clôture, moins formelle que la cérémonie d'ouverture, se déroule le 24 août. La délégation micronésienne entre dans le stade derrière son porte-drapeau, la nageuse Debra Daniel, juste après un premier spectacle chorégraphié et avant la remise des médailles du marathon masculin.

## Résultats

### Athlétisme

#### Présentation des athlètes

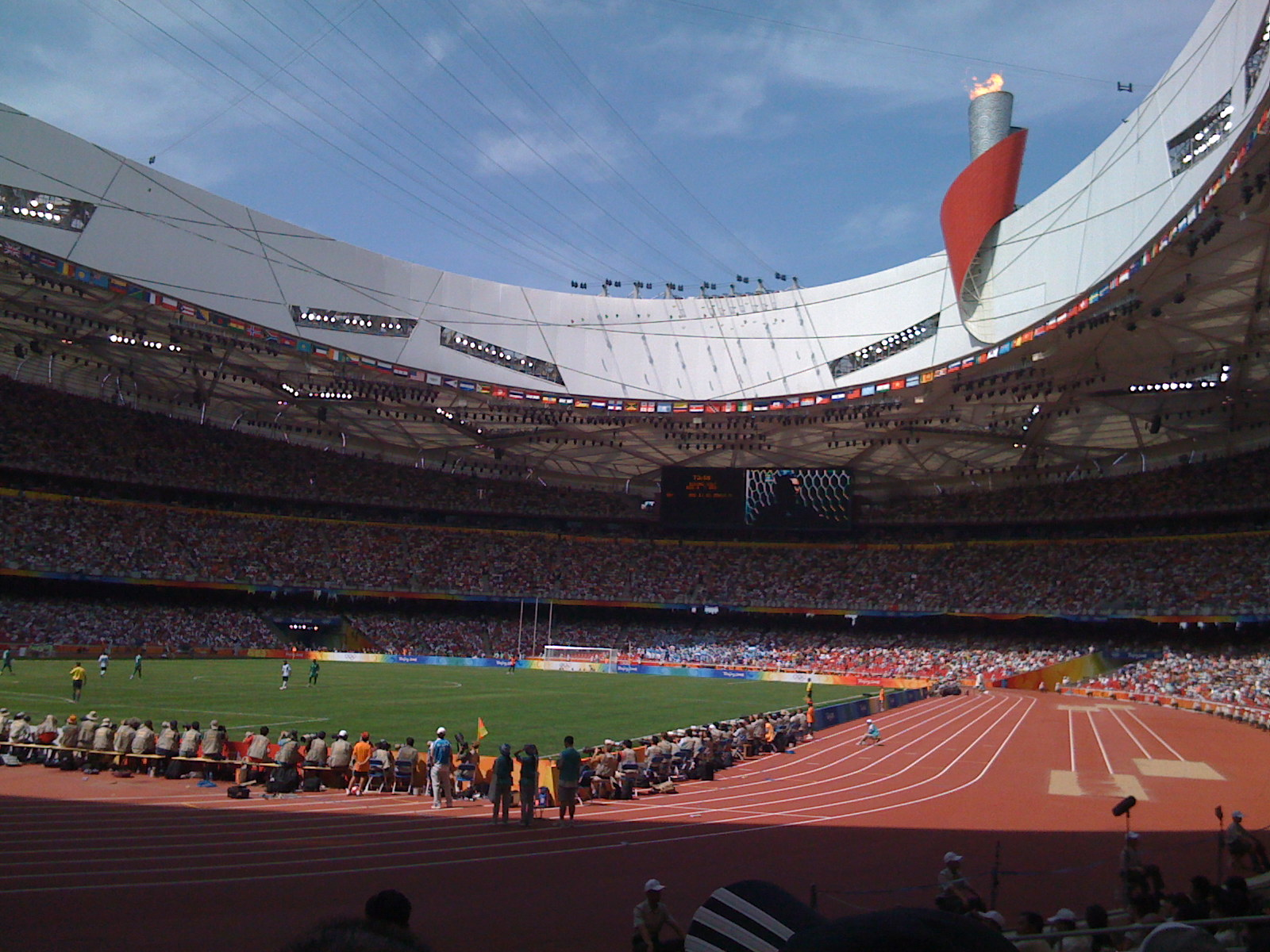
Le Stade national de Pékin où Howard et Ikelap ont concouru.

Maria Epiph Ikelap est la sœur d'Evangeleen Ikelap qui a concouru sur le 100 m aux Jeux olympiques de 2004 et Jack Howard est le frère jumeau de John Howard qui a participé au 100 m des Jeux olympiques de 2004 et de 2012. Maria Ikelap est née le 4 janvier 1987 sur l'île de Weno dans l'archipel des îles Truk et Jack Howard le 21 juillet 1981 également sur l'île de Weno. Ils participent pour la première fois à des Jeux olympiques et concourent tous deux sur le 100 m.
La sprinteuse micronésienne fait sa première apparition dans une compétition internationale à l'occasion des championnats du monde junior de 2006, sur la distance du 100 m, où elle est éliminée en série. L'athlète s'est distinguée aux Jeux de la Micronésie de juin 2006 en remportant une médaille d'or dans l'épreuve par équipe de cross-country, une médaille d'argent sur le relais 4 × 400 m et deux médailles de bronze sur le 200 m et sur le relais 4 × 100 m,. Elle y termine 5e de l'épreuve individuelle de cross-country et 5e de la finale du 100 m où elle établit son record personnel (13 s 63). Le relais chuukois du 4 × 400 m auquel elle appartient établit un nouveau record national (4 min 30 s 89),. En décembre de la même année, elle sous-performe aux championnats d'Océanie d'athlétisme. En août, elle est éliminée en série des championnats du monde sénior, et en septembre, aux Jeux du Pacifique Sud, elle atteint le stade des demi-finales sur le 100 m. La sprinteuse de Weno ne parvient pas à monter sur un podium lors des championnats de Micronésie d'athlétisme en décembre. En juin 2008, elle concourt aux championnats d'Océanie d'athlétisme.
Jack Howard est anciennement titulaire du record national du 100 m (10 s 86) qu'il établit en juin 2003, lors de la coupe d'Océanie,. Il est actuel détenteur du record national du 400 m (50 s 22) et codétenteurs sur les relais 4 × 100 m (42 s 12) et 4 × 400 m (3 min 25 s 49),. Avant ces Jeux olympiques, le sprinter micronésien a participé à trois championnats du monde d'athlétisme en 2004, 2007 et 2008 sans dépasser le stade des séries. La première grande compétition à laquelle participe Jack Howard sont les Mini-Jeux du pacifique sud de 2001 où il atteint la finale du 100 m,. Durant l'été 2003, aux Jeux du Pacifique sud, il parvient à se qualifier pour les finales du 100 m et du 200 m et participe au relais qui, à la surprise générale, accède à la 3e place du relais 4 × 100 m,,. Au Mini-Jeux du Pacifique sud de 2005, il atteint également la finale en 100 m et il conquiert avec le relais du 4 × 100 m la 3e place,. Le sprinter micronésien a participé aux championnats d'Océanie d'athlétisme de 2006 et à ceux de 2008 où il échoue en demi-finale du 100 m et termine dernier de la finale du 200 m. John Howard a remporté deux médailles d'or (400 m, 4 × 400 m) et une médaille d'argent (100 m) aux Jeux de la Micronésie de 2002,, trois médailles d'or (100 m, 4 × 100 m, 4 × 200 m) et une médaille d'argent (200 m) à l'édition de 2006,. Il est également multimédaillé aux championnats de Micronésie d'athlétisme. En 2003, 2005 et 2007, il s'adjuge l'or sur le 100 m,, le remporte sur le 400 m en 2003 et 2005, participe sans doute aux relais vainqueurs des 4 × 100 m et 4 × 400 m en 2003, du 4 × 100 m en 2005,, obtient l'argent sur le 200 m en 2005 et 2007,, sur le 60 m et le 4 × 100 m en 2007, le bronze sur le 4 × 400 m cette même année.

#### Résultats
Maria Ikelap court le 15 août dans la neuvième série du 100 m contre huit autres athlètes. Elle achève sa course en 13 s 73 et termine à la 8e place devant la laotienne Philaylack Sackpaseuth (13 s 86) et derrière la yéménite Waseelah Saad (13 s 60). La série est gagnée par la russe Yevgenia Polyakova en 11 s 24. Le temps de la sprinteuse micronésienne ne lui permet pas de se qualifier pour le tour suivant. Elle se classe au 80e rang sur 85 participantes. La médaille d'or est remportée par la jamaïcaine Shelly-Ann Fraser-Pryce en 10 s 78.
Jack Howard prend le départ de la neuvième série du 100 m avec sept autres athlètes le 14 août. Il finit la course en 11 s 03 et se classe 7e, devant Gordon Heather (11 s 41) des îles Cook et immédiatement derrière le monégasque Sébastien Gattuso (10 s 70) dans une série gagnée par le qatari Samuel Francis (10 s 40). Le temps d'Howard ne lui permet pas de se qualifier pour le tour suivant. Il se classe au 66e rang sur 80 participants. Le jamaïcain Usain Bolt s'octroie la médaille d'or en établissant un nouveau record du monde en 9 s 69. À son grand désappointement, Jack Howard ne bat pas le record national (10 s 85) établi par son frère aux Jeux olympiques de 2004. Il semble dès lors avoir arrêté la compétition.
| Athlète      | Épreuve | Séries   | Séries | Quarts de finale | Quarts de finale | Demi-finales | Demi-finales | Finale       | Finale       |
| Athlète      | Épreuve | Résultat | Rang   | Résultat         | Rang             | Résultat     | Rang         | Résultat     | Rang         |
| ------------ | ------- | -------- | ------ | ---------------- | ---------------- | ------------ | ------------ | ------------ | ------------ |
| Maria Ikelap | 100 m   | 13 s 73  | 8      | Non qualifié     | Non qualifié     | Non qualifié | Non qualifié | Non qualifié | Non qualifié |
| Jack Howard  | 100 m   | 11 s 03  | 7      | Non qualifié     | Non qualifié     | Non qualifié | Non qualifié | Non qualifié | Non qualifié |

### Haltérophilie
Manuel Minginfel est le seul haltérophile des Jeux olympiques d'été de 2004 à concourir sous la bannière de la Micronésie. Il s'est qualifié grâce à ses performances aux championnats du monde d'haltérophilie de 2006. Il est inscrit dans la compétition masculine dans la catégorie des moins de 62 kg.

#### Présentation de l'athlète

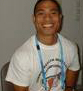
Manuel Minginfel

Né aux îles Yap le 28 septembre 1978, Minginfel a déjà concouru aux Jeux olympiques d'été de 2000, à Sydney en Australie où il n'a pu terminer la compétition et aux Jeux olympiques d'été de 2004 à Athènes en Grèce où il se classe 10e,. Manuel Minginfel a obtenu sa qualification par ses bonnes performances aux championnats du monde d'haltérophilie de 2006 à Saint-Domingue en République dominicaine. Il y obtient une médaille d'argent dans l'épreuve de l'épaulé-jeté en soulevant 165 kg et termine quatrième des moins de 62 kg avec un total de 293 kg, établissant son record personnel,,. La possibilité d'une médaille olympique est alors envisagée,. L'haltérophile micronésien est quintuple champion d'Océanie d'haltérophile et sextuple champion du Pacifique sud. Il est également triple vainqueur aux Jeux du Pacifique sud et a gagné aux Mini-jeux du Pacifique sud,. Il a également remporté par deux fois les Jeux de la Micronésie et les trois éditions des Jeux des États fédérés de Micronésie. À partir de 2006, Manuel Minginfel est titulaire d'une bourse du Fond scolaire du Comité international olympique qui lui permet de financer son entraînement, en vue de la préparation des Jeux d'été de 2008, sous la direction de Paul Coffa à l'Institut océanien d'haltérophilie d'Apia aux Samoa,.

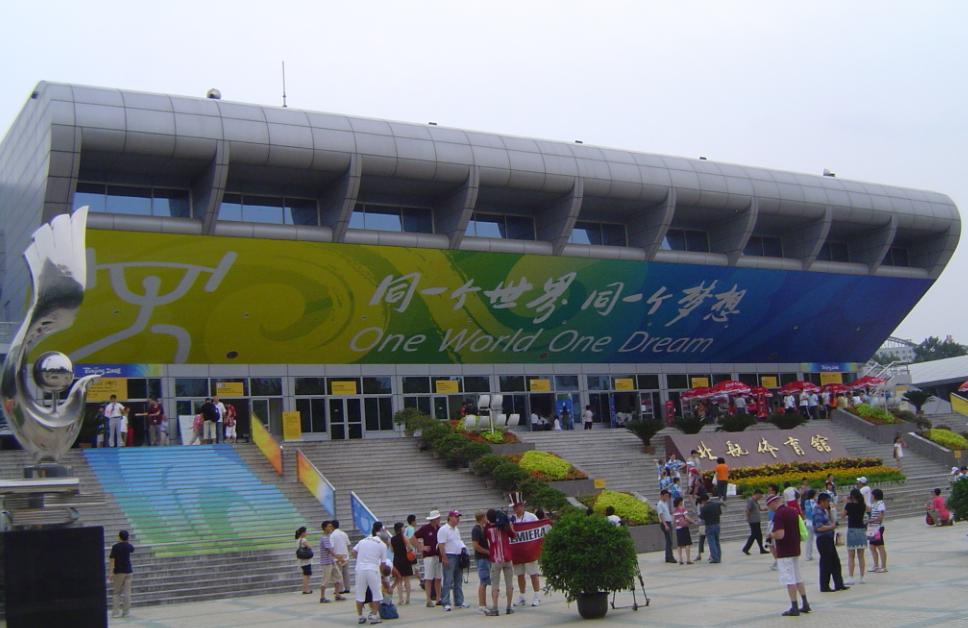
Le gymnase de l'Université Beihang où Minginfel a concouru.

Les conditions d'entraînement dans les centres d'haltérophilie océaniens où Manuel Minginfel prépare les jeux sont spartiates : les athlètes ne bénéficient pas d'une assistance para-médicale et calment les endolorissements liés aux sessions quotidiennes par des bains dans l'Océan Pacifique. Les rares produits pharmaceutiques à disposition sont conservés pour les jours de compétition. Les moyens financiers à disposition ne leur permettent pas non plus de s'assurer une alimentation parfaitement équilibrée mais l'esprit de groupe les soutient,.

#### Résultat
La compétition se tient le 11 août et Minginfel est le seul océanien parmi les seize compétiteurs. Lors de l'épreuve de l'arraché, il soulève successivement 115 kg à son premier essai, 120 kg au deuxième mais il échoue à 123 kg au troisième et dernier essai. À l'épaulé-jeté, il soulève avec succès 145 kg puis 150 kg et enfin 155 kg. Son score combiné final est de 275 kg. Seulement douze des dix-sept athlètes ont achevé la compétition. Il se classe 11e, devant le canadien Jasvir Singh (266 kg) et derrière le bélarus Henadzy Makhveyenia (278 kg). En comparaison, le médaillé d'or chinois Zhang Xiangxiang a soulevé un total combiné de 319 kg. Manuel Minginfel déclare ne pas être satisfait de sa performance lors de l'épreuve de l'arraché mais heureux tout de même. Il annonce vouloir arrêter la compétition après treize ans de carrière et devenir entraîneur pour les jeunes,. L'haltérophile micronésien poursuit cependant la compétition par la suite.
| Athlète          | Compétition | Arraché  | Arraché | Épaulé-jeté | Épaulé-jeté | Total  | Rang |
| Athlète          | Compétition | Résultat | Rang    | Résultat    | Rang        | Total  | Rang |
| ---------------- | ----------- | -------- | ------- | ----------- | ----------- | ------ | ---- |
| Manuel Minginfel | -62 kg      | 120 kg   | 15      | 155 kg      | 10          | 275 kg | 11   |

### Natation

#### Présentation des athlètes

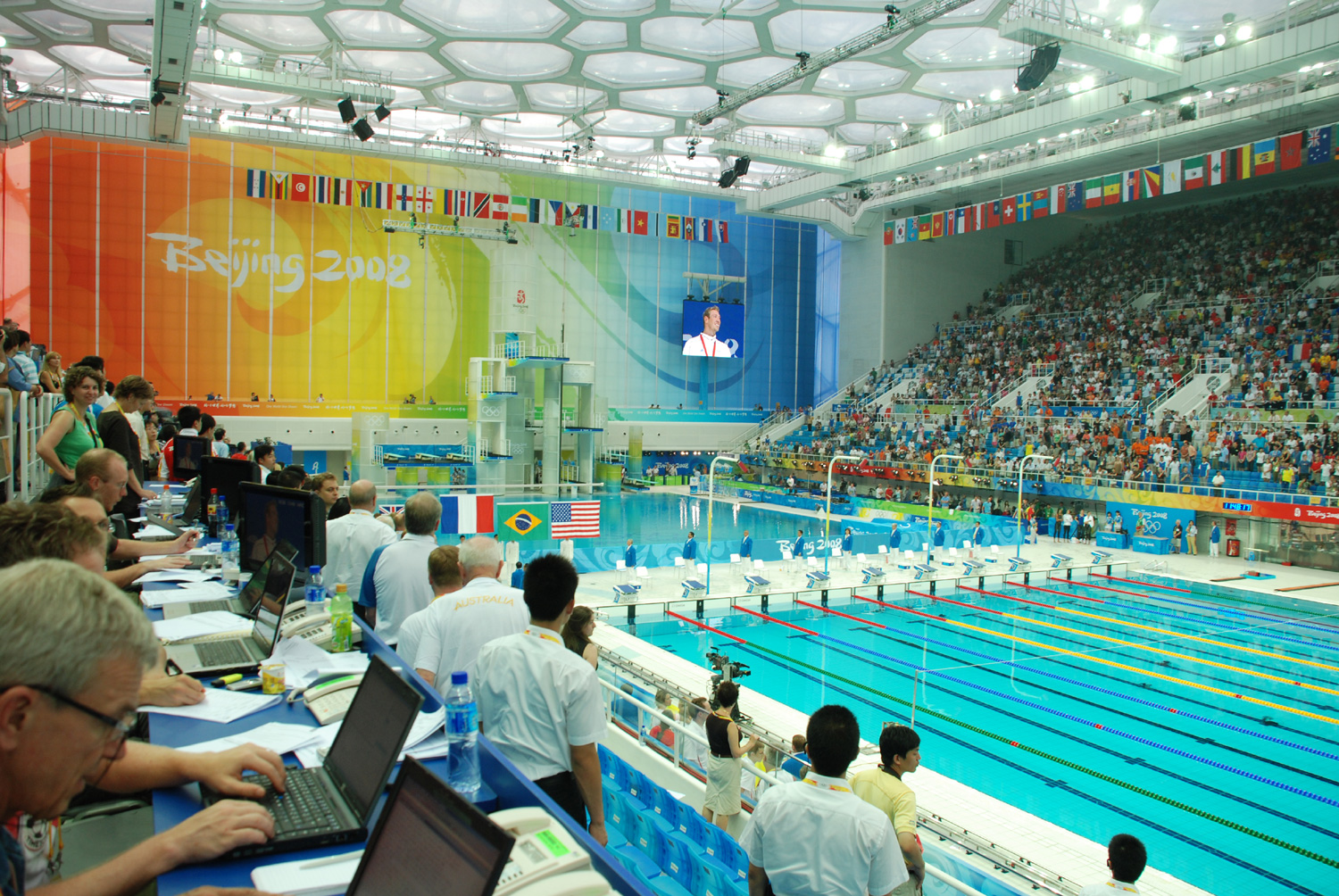
Le Centre national de natation de Pékin où Hadley et Daniel ont concouru.

Debra Daniel, née le 4 mars 1991 sur l'île de Pohnpei, et Kerson Hadley, né le 22 mai 1989 également sur l'île de Pohnpei participent pour la première fois à des Jeux olympiques d'été.
Debra Daniel commence à nager très jeune et fait ses débuts en compétition à l'âge de 14 ans. Elle s'entraîne pendant plusieurs années dans une rivière à une heure de sa maison, deux fois par semaine, sous la direction de sa mère Sweeter Daniel, ancienne grande nageuse. Elle participe aux championnats du monde en grand bassin de 2005 et 2007 et à ceux en petit bassin de 2008, mais à chaque fois elle ne parvient pas à passer le stade des qualifications. Elle gagne ses premières médailles lors des Jeux de la Micronésie de 2006. Elle prend la 2e place du 200 m papillon et termine 3e avec les relais du 4 × 100 m nage libre, du 4 × 200 m nage libre et du 4 × 100 m 4 nages. Elle obtient également sept places d'honneur,,,, dont une 5e place sur le 5 000 m en eau libre. Aux Jeux du Pacifique Sud de 2007, elle accède à cinq finales et termine notamment 4e du 200 m papillon.
Kerson Hadley commence également la natation au niveau international à l'occasion des championnats du monde de 2005. Tout comme Debra Daniel, il participe aussi aux championnats du monde en grand bassin de 2007 et à ceux en petit bassin de 2008 sans jamais passer le stade des séries. Aux Jeux de la Micronésie de 2006, il remporte le 200 m dos, termine 2e du 50 m dos, 3e du 100 m dos, du 50 m nage libre et du 100 m papillon. Il obtient cinq places d'honneurs,, dont une 4e place sur le 5 000 m nage libre. Il n'est pas sélectionné pour les Jeux du Pacifique sud de 2007.
En avril, Debra Daniel et Kerson Hadley sont récipiendaires du Samsung Oceania Sports Development Initiative Training Scholarships qui leur permet de s'entraîner dès lors à Guam sous la supervision de leur entraîneur Sweeter Daniel,, la piscine de l'État de Pohnpei n'étant pas opérationnelle. Leur préparation pour les Jeux olympiques comprend une participation au 60e Annual Keo Nakama Invitational à Hawaï où les deux pohnpéiens participent chacun à huit courses. Debra Daniel ne monte pas sur le podium mais Kerson Hadley accède à la 3e place sur le 200 m quatre nages. Juste avant les Jeux, Debra Daniel et vraisemblablement Kerson Hadley finalisent leur préparation à l'Edge Hill University d'Ormskirk, au nord de Liverpool au Royaume-Uni.

#### Résultats
Debra Daniel concourt le 15 août au 50 m nage libre féminin. Elle termine la distance en 30 s 61 et se classe 5e dans sa série qui comprend 7 athlètes. Elle est placée devant la tanzanienne Magdalena Moshi (31 s 37) et immédiatement derrière Julianne Kirchner (29 s 38), une représentante des îles Marshall. L'ougandaise Olivia Nakitanda gagne la série en 29 s 38. Aucune des participantes à cette série n'est qualifiée pour le tour suivant. Debra Daniel prend la 76e place de cette compétition qui a compté 90 participantes. La finale est gagnée par l'allemande Britta Steffen avec un temps de 24 s 06.
Kerson Hadley prend part à l'épreuve du 50 m nage libre le 14 août. Il termine 5e sur les 8 participants de sa série, devant le botswanais John Kamyuka (25 s 54) et derrière le turkmène Andrey Molchanov (25 s 02). La série est gagnée par le camerounais Alain Brigion Tobe avec un temps de 24 s 53. Aucun des participants à cette série ne parvient à se qualifier pour le tour suivant. Avec un temps de 25 s 34, le jeune nageur établit un nouveau record des États fédérés de Micronésie, résultat espéré par la presse avant ces jeux. Très heureux de sa performance, il la dédie à son pays. Hadley termine au 70e rang de cette compétition qui a compté 97 participants. Le brésilien César Cielo Filho remporte la médaille d'or lors de la finale en nageant en 21 s 30.
- NR (National record) = Record national

| Athlète       | Compétition     | Séries     | Séries | Demi-finales | Demi-finales | Finale       | Finale       |
| Athlète       | Compétition     | Temps      | Rang   | Temps        | Rang         | Temps        | Rang         |
| ------------- | --------------- | ---------- | ------ | ------------ | ------------ | ------------ | ------------ |
| Debra Daniel  | 50 m nage libre | 30 s 61    | 76     | Non qualifié | Non qualifié | Non qualifié | Non qualifié |
| Kerson Hadley | 50 m nage libre | 25 s 34 NR | 70     | Non qualifié | Non qualifié | Non qualifié | Non qualifié |

## Retransmission télévisée
Les micronésiens abonnés à la chaîne ICTV (canal 28) ont un accès gratuit à 24 heures de diffusion télévisée des Jeux olympiques, à partir du 6 août, grâce à une subvention spéciale du président du Comité international olympique.